# 曹騰
曹 騰（そう とう、永元12年（100年）- 延熹2年（159年））は、中国後漢末期の宦官。字は季興。沛国譙県の人。父は曹萌。兄は曹褒。弟は曹鼎。息子を作れない宦官のため血の繋がりはないが、曹嵩（曹操の父）の養父。三国時代の魏の武帝曹操の祖父。諡号は高皇帝。『後漢書』「宦者列伝」に伝がある。

## 生涯
年少の頃黄門の従官となり、皇太子劉保（後の順帝）の学友の一人として抜擢された。
その後、政治家としても活動し、125年、順帝が即位すると小黄門に任じられた。安帝・順帝・沖帝・質帝の四帝に仕え、その間中常侍・大長秋にまで昇進し宮中に仕えること三十余年に及んだ。桓帝の時代には費亭侯に封ぜられ、特進の位を与えられた。
優れた人物を抜擢することが好きで、陳留の虞放・辺韶、南陽の延篤・張温、弘農の張奐、潁川の堂谿典などの人物が引き立てられ、高官に登った。しかし曹騰は彼らに恩着せがましい態度を取ることはなかった。
蜀郡太守が曹騰に贈賄の使者を送った際、益州刺史の种暠は函谷関での取り調べでその文書を手に入れた。种暠は皇帝に対し曹騰を免職するように上奏したが、皇帝は「外部からの書状であり、曹騰の関与は認められない」としてその申請を却下した。曹騰はこの件を意に介する事無く、种暠の節度を賞賛した。後に种暠は司徒となると「今日三公となれたのは曹常侍のおかげである」と語った。
曾孫の曹丕が皇帝となり魏を興したため、229年、明帝によって高皇帝、妻の呉氏も高皇后と追号された。

## 墓所
『水経注』の巻23「陰溝水」に曹操の一族にまつわる墓所についての記載があり、曹騰の墓所についても触れられている。1970年代に入り、中国安徽省で水経注の記載に基づく考古学調査が行われた際に多くの曹一族の墓所が発見され、曹操の宗族である曹騰や曹嵩、曹騰の兄・曹褒、甥・曹熾らの墓碑の破片なども出土した。
墓所一帯は曹操宗族墓群として2001年に中華人民共和国国務院によって中華人民共和国全国重点文物保護単位の指定を受けた。